# Diméthylcadmium
Le diméthylcadmium est un composé chimique de formule CH3CdCH3. Cet organocadmien se présente sour la forme d'un liquide incolore très volatil et très toxique qui forme des fumées à l'air libre. La molécule est linéaire avec des liaisons carbone–cadmium longues de 213 pm. Il trouve quelques applications en synthèse organique et en MOCVD ainsi que pour produire des nanoparticules de séléniure de cadmium, bien qu'il tende à être remplacé par d'autres composés dans cet usage en raison de sa toxicité.
Le diméthylcadmium peut être obtenu par réaction d'halogénures de cadmium comme le bromure de cadmium CdBr2 avec un réactif de Grignard méthylé comme le bromure de méthylmagnésium CH3MgBr ou avec du méthyllithium CH3Li :
CdBr2 + 2 CH3MgBr → Cd(CH3)2 + MgBr2.
Le diméthylcadmium est un acide de Lewis faible qui forme un adduit avec la bipyridine et l'éther diéthylique.